# Доњи Дубовик (Вишеград)
Доњи Дубовик је насељено мјесто у општини Вишеград, Република Српска, БиХ. Према попису становништва из 1991. у насељу је живјело 40 становника.

## Становништво
По последњем службеном попису становништва из 1991. године, насеље Доњи Дубовик је имало 40 становника. Сви становници су били Муслимани.
| Демографија | Демографија | Демографија |
| Година      | Становника  | Становника  |
| ----------- | ----------- | ----------- |
| 1991.       | 40          |             |